# Louis Olivier
Pour les articles homonymes, voir Louis Olivier (scientifique) et Olivier (homonymie).
Louis Léon Émile Olivier, né à Bastogne le 19 juillet 1923 et mort dans cette même ville le 6 janvier 2015, est un homme politique belge, membre du Parti réformateur libéral.

## Biographie
Docteur en droit de l'université Catholique de Louvain (1946), ancien Bâtonnier du Barreau de Neufchâteau (1979-1980), Louis Olivier a mené une longue carrière politique dans les rangs libéraux: Conseiller provincial du Luxembourg (1954-1965), Conseiller communal de Bastogne élu en octobre 1958, il devient Bourgmestre en mai 1965 et le restera jusqu'à la Fusion de communes en Belgique en décembre 1976. Entré au parlement en mai 1965 comme député, il représentera l'arrondissement d'Arlon-Bastogne-Marche sous les couleurs du PRL jusqu'en 1992. Il sera ministre à plusieurs reprises chargé notamment du département des Classes Moyennes et de celui des Travaux Publics. Avec le transfert des Travaux Publics vers les régions décidé en 1988, Louis Olivier est le dernier titulaire de ce ministère au niveau fédéral.
Fortement impliqué dans la vie locale, Louis Olivier était président honoraire du Conseil économique de la Province de Luxembourg, président fondateur du groupement des syndicats d'initiative du Cœur de l'Ardenne et Grand Maître de la Confrérie Royale des Herdiers d'Ardenne. Pendant qu'il était Ministre des Classes Moyennes, il avait d'ailleurs obtenu la protection de l'appellation d'origine du Jambon d'Ardenne; vice-président de la fondation universitaire luxembourgeoise.

## Réalisations
On se souviendra de réalisations importantes du ministère des travaux publics lancées ou achevées pendant que Louis Olivier y exerçait ses fonctions, et entre autres:
- la construction des autoroutes[5] de l'Ardenne : E411 Namur-Neufchâteau et E25 Liège-Bastogne-Luxembourg y compris l'ébauche du projet de construction du tunnel sous Cointe à Liège;
- l'achèvement du terminal gazier du port de Zeebrugge[6];
- la construction de l'écluse de Berendrecht à Anvers;
- le remplacement du viaduc provisoire du Boulevard Léopold II à Bruxelles par un tunnel;
- la rénovation de nombreux bâtiments historiques et notamment le Palais du comte de Flandre (Cour des Comptes), le Théâtre Royal de la Monnaie, l'immeuble Horta abritant le Centre belge de la bande dessinée, le musée de l'Automobile Autoworld au parc du Cinquantenaire.

Il fut président d'honneur de la Fédération routière internationale et vice-président du Centre mondial de l'automobile Autoworld.

## Mandats
- Conseiller provincial du Luxembourg (1954-1965)
- Conseiller communal de Bastogne (1959-1994)
- Bourgmestre de Bastogne (1965-1976)
- Député (1965-1991)
- Secrétaire d'État des Réformes institutionnelles et administratives dans le gouvernement Leburton I (1973).
- Ministre des Classes moyennes et des Réformes institutionnelles dans le gouvernement Leburton II (1973-1974)
- Ministre des Classes moyennes dans le gouvernement Tindemans II (1974-1977)
- Secrétaire d'État aux Eaux et Forêts adjoint à la Chasse et à la Pêche (adjoint au Ministre des Affaires wallonnes) dans ce même gouvernement
- Membre du Comité ministériel des Affaires wallonnes (1974-1977)
- Membre du Conseil régional wallon (1980-1991)
- Ministre des Travaux dans le gouvernement Martens V (1981-1988)

## Distinctions
- Grand-Croix de l'ordre de Léopold II
- Commandeur de l'ordre de Léopold
- Grand Cordon de l'ordre de l'Aigle aztèque du Mexique
- Grand croix de l'Ordre de Mérite du Grand-Duché de Luxembourg